# Помильяно-д’Арко
Помилья́но-д’А́рко (итал. Pomigliano d'Arco) — город и коммуна в Италии, располагается в области Кампания, в провинции Неаполь.
Население коммуны, на 01.01.2024 года, составляет 39 788 человек, плотность населения ─ 3383,13 чел./км². Коммуна занимает площадь 11,76 км². Почтовый индекс — 80038. Телефонный код — 081.
Покровителем коммуны почитается святой Феликс Ноланский, празднование 14 января.

## Климат
Согласно климатической классификации итальянских муниципалитетов, коммуна Помильяно-д’Арко входит в климатическую зону C, количество градусо-дней составляет 1127.

## Демография
Динамика населения:

## Города-побратимы
- Бланьяк (Франция)
- Бирмингем (США)

## Известные жители
- Серена Мальфи (род. 1985) — итальянская оперная певица (меццо-сопрано).

## Администрация коммуны
- Официальный сайт: http://www.comune.pomiglianodarco.na.it/